# Lindemans Aalst
Volley Aalst, beter bekend onder de sponsornaam Lindemans Aalst, is een Belgische volleybalclub uit Aalst die uitkomt in Liga A.

## Geschiedenis
De club werd in 1967 opgericht onder de naam Volleybalclub Lennik , beter bekend onder de afkorting VC Lennik, met stamnummer O-0679 en aanvankelijk werd er gespeeld op de speelplaats van de gemeenteschool van Lennik. In 1976 verhuisde de club naar de eveneens in Lennik gelegen 'Jo Baetens'-sporthal en sinds 1984 treedt de club onafgebroken aan in de eredivisie van het Belgisch volleybal. In het seizoen 1984-'85 werd de Beker van België gewonnen en in 1986-'87 en 1987-'1988 twee opeenvolgende seizoenen landskampioen. In 1991-'92 en 1992-'93 werd VC Lennik opnieuw bekerwinnaar. Vanaf 1996 werd de thuislocatie sporthal Molenbos te Asse, de voormalige uitvalbasis van het eind jaren 90 ter ziele gegane VC Zellik. De naam van de club werd vervolgens gewijzigd in Volleybalclub Asse-Lennik (vaak afgekort als Volley Asse-Lennik en VC Asse-Lennik).
In 2008 haalde de club de halve finale in de Beker van België en in 2010 zelfs de finale. In 2013 splitste de jeugdafdeling van de club zich af en speelde voortaan verder onder de oude naam VC Lennik. Ze namen hierbij het oude stamnummer (BW-1755) van VC Bever over dat zijn activiteiten stopzette. Na seizoen 2013-'14 werd door VC Asse-Lennik een Facebookactie opgezet om nieuwe sponsors te bereiken. Wanneer er bij de actie 15.000 likes werden behaald, zouden twee nieuwe sponsors toetreden. De doelstelling werd ruim overschreden met 17.000 likes en er werden drie nieuwe sponsors binnengehaald. Op 21 februari 2015 won de club de Beker van België tegen Topvolley Antwerpen. Hierbij werd de bekerfinale voor het eerste gespeeld in het Sportpaleis in Antwerpen voor meer dan 13.000 toeschouwers (het hoogste aantal toeschouwers voor een volleybalwedstrijd in België).
In december 2015 werd de naam gewijzigd in Lindemans Asse-Lennik, naar de nieuwe sponsor brouwerij Lindemans uit Vlezenbeek en in 2016 verhuisde de club naar Sportcentrum Schotte te Aalst en werd de naam van de club gewijzigd in Lindemans Aalst. In 2021 werd sporthal Molenbos afgebroken, na jarenlange leegstand.
<verwerken in geschiedenis - afkomstig uit 'trivia'>
- In het seizoen 2016-2017 behaalde Lindemans Aalst de 3é plaats in de Euromillions Volleybal League en de 1/8 finales in de CEV-Cup.
- In het seizoen 2017-2018 behaalde Lindemans Aalst de 3é plaats in de Euromillions Volleybal League en de 1/4 finales in de CEV-Cup.
- Op 30 december 2018 won Lindemans Aalst de League Trophy door in de finale Knack Roeselare te kloppen met 2-3.
- In het seizoen 2018-2019 behaalde Lindemans Aalst de finale van de beker van België tegen Knack Roeselare maar verloren die met 1-3.
- In het seizoen 2018-2019 behaalde Lindemans Aalst de 3é plaats in de Euromillions Volleybal League en de 1/4 finales in de CEV-Cup.
- In het seizoen 2019-2020 speelde Lindemans Aalst de finale van de beker van België (verloren van Knack Roeselare)en speelde Lindemans Aalst de 1/4 finale in de CEV-Cup.
- In 2020 eindigde Lindemans Aalst in de gewone competitie op de eerste plaats. Door het coronavirus werden er geen play-offs gespeeld waardoor er geen kampioenstitel werd uitgereikt. Aalst eindigde wel als eerste in het eindklassement dat werd opgemaakt, maar werd geen kampioen.

## Spelerskern
| Functie         | 2021-'22                                                     | 2022-'23                                                  | 2023-'24                                                                        | 2024-'25                                                             | 2025-2026                                                       |
| Staf            |                                                              |                                                           |                                                                                 |                                                                      |                                                                 |
| --------------- | ------------------------------------------------------------ | --------------------------------------------------------- | ------------------------------------------------------------------------------- | -------------------------------------------------------------------- | --------------------------------------------------------------- |
| Coach           | Johan Devoghel                                               | Idner Martins Christophe Achten                           | Christophe Achten                                                               | Frank Depestele                                                      | Frank Depestele                                                 |
| Assistent       | Joost Van Kerckhove Geert Walravens                          | Joost Van Kerckhove Geert Walravens                       | Joost Van Kerckhove                                                             | Joost Van Kerckhove                                                  | Joost Van Kerckhove                                             |
| Scout           | Erwin Mares                                                  | Erwin Mares                                               | Erwin Mares                                                                     | Erwin Mares Louis Debels                                             | Erwin Mares Louis Debels                                        |
| Spelers         |                                                              |                                                           |                                                                                 |                                                                      |                                                                 |
| Spelverdeler    | Kamil Droszyński Seppe Van Hoyweghen                         | José Pedro Monteiro Mikkel Hoff                           | Robbe Ponseele Xavier (Xavi) Folguera                                           | Robbe Ponseele Lucas Lorente Lopez                                   | Ward Devoghel Nicolas Slight                                    |
| Hoofdaanvaller  | Robin Overbeeke Renars-Pauls Jansons                         | Robin Overbeeke Renars-Pauls Jansons                      | Robin Overbeeke Alvaro Gimeno Rubio                                             | Alvaro Gimeno Rubio Lou Kindt                                        | Warre Mertens Henry Rempel                                      |
| Hoekspeler      | Egor Bogachev Seppe Baetens Jakub Rybicki Robbe Van de Velde | Egor Bogachev Leon Meier Robbe Van de Velde Max Petersson | Robbe Van de Velde Lennert Beelaert Berre Peters Simon Lemoine Aleksi Muukkonen | Lennert Beelaert Berre Peters Timo Lohmus Max Schulz Gauthier Brozak | Robbe Van de Velde Viktor Speltinckx Nuno Marques Camden Gianni |
| Middenaanvaller | Simon Van De Voorde Peter Ondrovic Alejandro Vigil           | Alex Saarema Hélio Sanches Lennart Heckel                 | Alex Saarema Hiago Crins Lampros Pitakoudis                                     | Hiago Crins Mihkel Varblane Nezar Harouk                             | Jasper Verhamme Simon Luka Vlahovic Beau Wortelboer             |
| Libero          | Tim Verstraete                                               | Seppe Baetens                                             | Bert Dufraing Matis Verwimp                                                     | Bert Dufraing Matis Verwimp                                          | Arwen Van Kerckhove Matis Verwimp                               |

## Palmares
- Landskampioen: 1987 en 1988
- Bekerwinnaar: 1985, 1992, 1993 en 2015

## Trivia
- In oktober 2021 werd er opnieuw van start gegaan met een fanclub.